# 케이 렌즈
케이 렌즈(Kay Lenz, 1953년 3월 4일 ~ )는 미국의 배우, 성우이다.

## 출연 작품
- 더 시크릿 라이브스 오브 독크스 (2013년)
- 사우스사이드 (2003년)
- 커버 미 (2000년)
- 어드벤처 오브 랙타임 (1998년) - 힐 역
- 버클리로 간 빛의 천사 토니 (1997년)
- Gunfighter's Moon (1995)
- 데드 트랩 (1994년)
- 그레이스 (1992년)
- 스트리츠 (1990년)
- 히틀러의 딸 (1990년)
- 환각 살인 (1989년)
- 물적 증거 (1988년)
- 스트립 투 킬 (1987년)
- 데스 위시 4 (1987년)
- 하우스 (1986년) - 샌디 역
- 패스트-워킹 (1982년)
- 더 폴 가이 (1981년)
- 머슬 비치의 허슬러 (1980년)
- 페세이지 (1979년)
- 골치 아픈 개 블루스 (1978년)
- 야망의 계절 (1976년)
- 하이웨이 인생 (1975년)
- 언웨드 파더 (1974년) - 비키 역
- 브리지 (1973년)
- 청춘 낙서 (1973년)

### 텔레비전
- 불타는 서부 - 78년 시리즈 (1978, How The West Was Won)
- 호텔 - 시리즈 (1984-87)
- 달리는 사이먼 (1984-88)
- Once and Again (2001)